# Milichiidae
Milichiidae (лат.) — семейство насекомых из отряда двукрылых.

## Внешнее строение
Мелкие и очень мелкие (1-5 мм) мухи темной окраски, иногда со слабым металлическим блеском. Глаза голые, у обоих полов разделены широкой лобной полоской. У некоторых Milichiinae глаза у самцов сближены, но не соприкасаются. Глазковые щетинки на голове расходящиеся. Лицо обычно в профиль вогнутое. Усики короткие, с тонкой слегка опушённой аристой. Среднеспинка выпуклая. Щиток без волосков, только с двумя краевыми щетинками. Крылья прозрачные, без рисунка. Костальная жилка с двумя перерывами при впадении плечевой и субкостальной жилок. Субкостальная жилка на конце сильно истончается. У Milichiinae костальная жилка с глубоким вырезом перед в области субкостального разрыва. Ноги тонкие. У Leptometopa задние голени расширеные. Брюшко вытянутое у Madizinae и расширенное и уплащеное у самцов Milichiinae.

## Биология

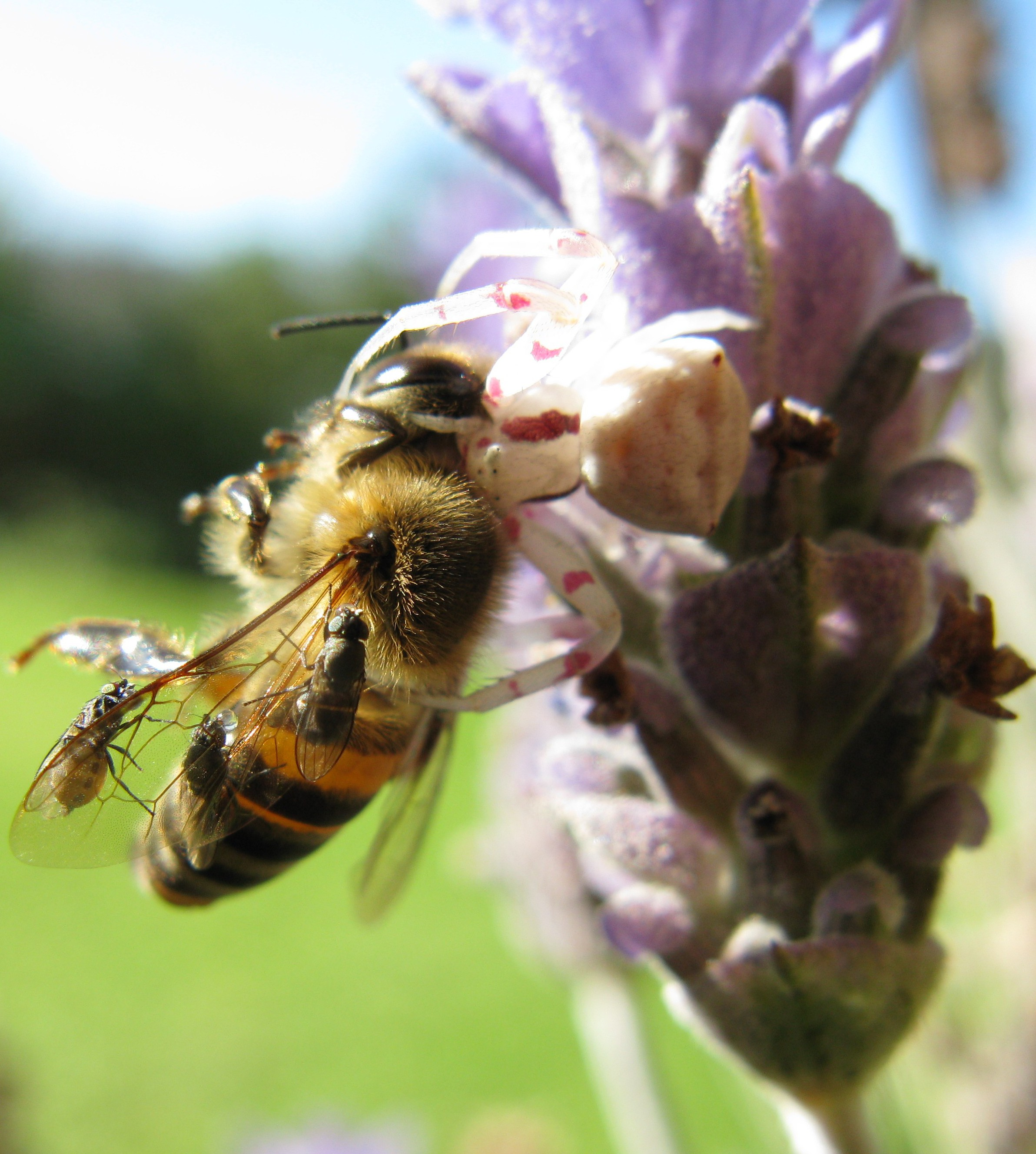
Мухи Milichiidae на медоносной пчеле, которую держит паук-бокоход

Личинки главным образом развиваются в разлагающемся растительном материале и в гнилой древесине. Виды, размножающиеся в трупах, имеют определённое значение в судебной медицине. Личинок можно встретить также в подстилке птичьих гнезд. Вид Milichia ludens Wahlberg, 1830 связан с муравьями рода Lasius F.. Некоторые африканские виды милихид населяют гнезда древесных муравьев родов Crematogaster Lund и Azteca Forel питаются отрыгнутой ими пищей. Ряд видов развиваются на подземных плантациях грибов в гнездах муравьев-листорезов рода Atta F.. Взрослые мухи держатся поблизости от хищных членистоногих, главным образом пауков, ктырей и клопов-хищнецов и питаются гемолимфой вытекающей из ран жертвы. В англоязычных источниках, этих мух из-за описанной особенности поведения называют «freeloader flies», что означает «мухи нахлебники». Некоторые виды являются опылителями орхидных из рода Bulbophyllum.

## Палеонтология
В ископаемом виде найдены в балтийском (37,2—33.9 млн лет), мексиканском (23,0—16,0 млн лет) и доминиканском (20,43—13,65 млн лет) янтаре. Всего известно 10 видов вымерших видов.

## Классификация
В семействе 20 родов и более 300 видов:
- Подсемейство Madizinae Czerny, 1909
  - Desmometopa Loew, 1866 — Космополит, 44 вида[9].
  - Leptometopa Becker, 1903 — Космополит, 19 видов[10].
  - Madiza Fallén, 1810 — Голарктика, 6 видов[11].
  - Pseudodesmometopa Hennig, 1971 — Балтийский янтарь, 1 вид[12].
- Подсемейство Milichiinae Schiner, 1864
  - Enigmilichia Deeming, 1981 — Афротропика, 1 вид[13].
  - Eusiphona Coquillett, 1897 — Неарктика, Неатропика, Австралазия, 4 вида[9].
  - Milichia Meigen, 1830 — Голарктика, Афротропика, Австралазия, Ориентальная область, 38 видов[9].
  - Milichiella Giglio-Tos, 1895 — Космополит, 112 видов[14].
  - Pholeomyia Bilimek, 1867 — Неарктика, Неатропика, 39 видов[9].
- Подсемейство Phyllomyzinae Brake, 2000
  - Aldrichiomyza Hendel, 1914 — Голарктика, 6 видов[9].
  - Borneomyia Brake, 2004 — Ориентальная область, 2 вида[15]
  - Costalima Sabrosky, 1953 — Неатропика, 1 вид[16]
  - Indochinomyia Papp, 2016 — Ориентальная область, 1 вид[17]
  - Microsimus Aldrich, 1926 — Неатропика, 1 вид[18]
  - Neophyllomyza Melander, 1913 — Космополит, 12 видов[19].
  - Paramyia Williston, 1897 — Голарктика, Афротропика, Ориентальная область, Австралазия, 18 видов[20].
  - Paramyioides Papp, 2001 — Тайвань, 3 вида[20][21].
  - Phyllomyza Fallén, 1810 — Голарктика, Афротропика, Ориентальная область, Австралазия, 49 видов[22].
  - Stomosis Melander, 1913 — Неарктика, Неатропика, Афротропика, Австралазия, 6 видов[9]
  - Xenophyllomyza Ozerov, 1992 — Туркмения, 1 вид[23]